# 潮商衛視
潮商衛視，是一家以閩南語潮州話為主要播出語種，在兩岸四地首家採用雙語播出的電視頻道，現任台長馬煒、副台長（潮聲傳媒有限公司總裁）李紅梅，董事局主席詹玉湘。

## 介绍
潮商衛視在香港註冊，製作總部位於深圳南山區互聯網產業園。其前身是2010年5月1日开播的潮聲衛視，首期在泰國率先落地，該電視台稱覆蓋用戶數超過1000萬。之後公司因業務問題經歷重組，2011年8月16日，潮聲衛視拆分為泰國中文台潮汕頻道（新成立）和潮商衛視（香港重新注冊）。同年8月19日，深圳市潮聲傳媒有限公司成立。該電視台以中華文化為核心、以潮汕文化為特色、以海內外潮人為依託、以潮商經濟和潮汕文化為關注點的電視傳媒機構，以潮汕人聚集的粤东為根基，立足深、港，面向世界，為遍布全球潮人及海內外華人提供一系列全新的商道綜合類電視節目。
潮商衛視為海內外華人提供一系列全新的商道綜合類電視節目，開播以計劃陸續在粵東、東南亞等地建立辦事處、聯絡處。頻道以“商人的眼光看世界”為理念，傳遞鄉情、鄉誼、鄉音，為全球搭建資訊橋樑。

### 2014年末遣散員工
2014年11月13日南方都市報報道：潮商衛視從開台至今一直處於虧損狀態，且完全依靠董事局的資金投入。據公司經營業務部透露，由於電視台無法在內地取得牌照（落地），在香港也屬收費頻道，廣告收入十分有限，僅靠一些落地活動盈利也是杯水車薪。今年年初，公司董事的資金鏈出現問題，因此在2014年9月初解聘全體一百餘名員工（約八成為潮汕人），拖欠半年工薪總額累計近八百萬；電視台現仍維持播出狀態，但除新聞外其餘節目均為重播。
潮聲傳媒有限公司董事局秘書長詹光華回應南方都市報查詢稱，管理層決定按照勞動仲裁調解書規定之日期（11月20日前）結算全部員工的工薪欠款及經濟賠償金，但仍不考慮申請破產。

## 主要節目
- 《潮聞30分》（普語潮語版）
- 《潮聞周末匯》
- 《天南地北潮汕人》
- 《媚麗食尚》
- 《映像》
- 《潮汕鄉情》
- 《八音匯》
- 《潮音潮韻》
- 《潮商面對面》
- 《講古》